# Debrecen címere
Az alábbi lap Debrecen címerét mutatja be.

A város címere

## Történet
1989-ben Debrecen megyei város az 1693. április 11-én kiállított királyi oklevél alapján, a történelmi örökség szellemében fogadta el az alábbiakban leírt címerképet.
"Egyenesen fennálló égszínkék hadipajzs, alján három csúcsú halomból képzett zöld mező közepén zöld lombkoronájú pálmafa emelkedik. Alatta fehér színű gyapjas bárány áll, három lábával két nyitott könyvön, felemelt és kissé behajlított jobb első lábával aranyszínű kereszt rúdját tartja, a kereszten lecsüngő és szétterjesztett fehér kereszttel hímzett veres lobogó. A bárány egész testének súlyával a pajzs jobb oldala felé fordul és lép. A pajzs tetején nyílt sisak felett a koronán kiterjesztett szárnyú, mellén zöld borostyán koszorút viselő felemelt fejű és kitátott szájú főnix madár, mely a koronából felcsapó lángoknál magát perzseli. A sisak felső részéről egyik oldalon veres és fehér, a másik oldalon arany és kék színű címerrojtok futnak le szorosan a sisakhoz, illetve a pajzshoz simulva. A főnix madár feje felett tündöklő napot ábrázolnak."